# 夏戊
夏戊，夏氏，名戊，字丁，又作夏丁氏，春秋时期卫国大夫，母亲是世叔申的女儿，世叔齐的姐妹。
当初世叔齐继承父亲禄位时，他的外甥夏戊做了大夫。前484年（鲁哀公十一年、卫出公九年）春，世叔齐逃亡，卫国削去夏戊的官爵和封邑，把他的家产赐给彭封弥子（弥子瑕）。弥子瑕后来请卫出公喝酒，把夏戊的女儿进献给卫出公。卫出公宠爱她，让她做了夫人。夫人的弟弟夏期，是世叔齐的从外孙，幼年养在宫中，卫出公让他做司徒。等到夫人的宠爱衰减，夏期获罪于卫出公，前470年（鲁哀公二十五年、卫出公后七年），参与驱逐卫出公。前469年（鲁哀公二十六年、卫悼公元年）卫出公逃亡越国，命令如果对夫人有怨的可以报复，杀死了夏期的外甥、夫人所生的太子。